# Thank You (álbum de Meghan Trainor)
Thank You é o segundo álbum de estúdio da artista musical norte-americana Meghan Trainor. Ele foi lançado exclusivamente na Apple Music em 6 de maio de 2016, e sua disponibilização comercial padrão ocorreu em 13 de maio de 2016, através da Epic Records. Atualmente o álbum ja vendeu mais 1 milhão e 200 mil cópias mundialmente

## Antecedentes e gravação
No final de 2015, Meghan Trainor anunciou os planos para ter o álbum lançado em fevereiro ou março de 2016, e confirmou colaborações musicais com alguns produtores; incluindo o duo Rock City. Falando sobre suas influências para o registro, quando Trainor disse: "Eu queria ir grande, eu queria ter todas as minhas influências lá e mostrar tudo do meu lado caribenho ao meu amor por Bruno Mars e Aretha Franklin e até mesmo alguma vibe Elvis, alguém que eu cresci ouvindo." Em janeiro de 2016, numa entrevista para a Forbes, Trainor confirmou que seu primeiro single para Thank You seria escolhido durante o mês. O álbum foi disponibilizado para pré-encomenda em 4 de março, no mesmo dia do lançamento do single. O primeiro single, "No", mudou a direção de seu álbum principal, quando começaram a experimentar novos estilos musicais e produzido mais seis faixas, substituindo a maior parte do alinhamento de faixas original. "É definitivamente um álbum de Meghan Trainor, mas é uma mais crescida, madura e intensa Meghan Trainor", disse a mesma numa entrevista para o Los Angeles Times.

## Singles
O primeiro single do álbum, intitulado "No", foi lançado em 4 de março de 2016. É uma canção dance pop que liricamente incorpora temas da independência feminina. Ela estreou na décima primeira colocação da Billboard Hot 100, também marcando a sua maior estreia na tabela Radio Songs desde o lançamento de "Born This Way", de Lady Gaga, há cinco anos. A canção atingiu as dez melhores colocações em sua quarta semana na parada, bem como foi apresentada no talk show The Ellen DeGeneres Show.
"Me Too" foi lançada como segundo single em 5 de maio. Seu vídeo musical causou polêmica pelo uso de Photoshop no corpo de Trainor, e por isso foi apagado poucas horas após sua liberação e repostado no dia seguinte.
O terceiro single do material a faixa ''Better'' foi enviado para as rádios americanas no dia 29 de Agosto de 2016 e seu videoclipe foi lançado na VEVO no dia 15 de Setembro de 2016

### Singlespromocionais
"Watch Me Do" foi lançada como primeiro single promocional do disco em 25 de março de 2016. É uma faixa upbeat, onde Trainor faz referência a diversas de canções de rap, contendo "retorno a vibe do hip hop dos anos 90" de acordo com a MTV News.
"I Love Me", um dueto com  LunchMoney Lewis, foi lançado como segundo single promocional em 15 de abril de 2016, com "Better", que contém participação de Yo Gotti, sendo lançada sete dias depois.

## Alinhamento de faixas
| Edição padrão  |                                         |                                                                                                 |                       |         |  |
| N.º            | Título                                  | Compositor(es)                                                                                  | Produtor(es)          | Duração |  |
| 1.             | "Watch Me Do"                           | Meghan Trainor Eric Frederic Jacob Kasher Gamal Lewis                                           | Ricky Reed            | 2:49    |  |
| 2.             | "Me Too"                                | Trainor Frederic Hindlin Jason Desrouleaux Peter Svensson                                       | Reed                  | 3:01    |  |
| 3.             | "No"                                    | Trainor Frederic Kasher                                                                         | Reed                  | 3:33    |  |
| 4.             | "Better" (com participação de Yo Gotti) | Trainor Frederic Tommy Brown Steven Franks Mario Mims Taylor Parks Travis Sayles                | Reed Brown Mr. Franks | 2:47    |  |
| 5.             | "Hopeless Romantic"                     | Trainor Johan Carlsson Ross Golan                                                               | Carlsson Trainor [a]  | 4:05    |  |
| 6.             | "I Love Me" (com LunchMoney Lewis)      | Trainor Frederic Hindlin Lewis Thomas Troelsen                                                  | Reed Troelsen         | 2:47    |  |
| 7.             | "Kindly Calm Me Down"                   | Trainor Frederic James G. Morales Matthew Morales Julio David Rodriguez                         | Reed The Elev3n       | 3:58    |  |
| 8.             | "Woman Up[b]"                           | Trainor Frederic J. Morales M. Morales Rodriguez Parks Nash Overstreet Erika Nuri Shane Stevens | Reed The Elev3n       | 3:28    |  |
| 9.             | "Just a Friend to You"                  | Trainor Frederic Chris Gelbuda                                                                  | Reed Gelbuda          | 2:44    |  |
| 10.            | "I Won't Let You Down"                  | Trainor Frederic Hindlin Lewis                                                                  | Reed                  | 3:20    |  |
| 11.            | "Dance Like Yo Daddy"                   | Trainor Frederic Kevin Kadish                                                                   | Reed Kadish           | 3:03    |  |
| 12.            | "Champagne Problems"                    | Trainor Brown Nick Audino Lewis Hughes Khaled Rohaim Michael Foster Ryan Matthew Tedder         | Brown Twice as Nice   | 3:42    |  |
| Duração total: | Duração total:                          | Duração total:                                                                                  | Duração total:        | 39:17   |  |

| Faixas bônus da edição deluxe |                                           | |                                |         |  |
| N.º                           | Título                                    | Compositor(es) | Produtor(es)                   | Duração |  |
| 13.                           | "Mom" (com participação de Kelli Trainor) | M. Trainor Justin Trainor Johan Carlsson Ross Golan                                                                | Carlsson J. Trainor            | 3:14    |  |
| 14.                           | "Friends"                                 | M. Trainor Foster Tedder Bianca Atterberry                                                                         | Reed Brown Franks              | 3:30    |  |
| 15.                           | "Thank You" (com participação de R. City) | M. Trainor Stefan Johnson Jordan Johnson Marcus Lomax Theron Thomas Timothy Thomas Oliver Peterhof Jordan Federman | The Monsters and the Strangerz | 3:25    |  |
| Duração total:                | Duração total:                            | Duração total: | Duração total:                 | 49:26   |  |

| Faixas bônus da edição das lojas Target |                  |                                                                                                 |                |         |  |
| N.º                                     | Título           | Compositor(es)                                                                                  | Produtor(es)   | Duração |  |
| 16.                                     | "Goosebumps[c]"  | M. Trainor Frederic Lewis Eric Tobias Wincorn Joe Spargur Robert Riley Charles White Billy Ball | Reed Wincorn   | 3:41    |  |
| 17.                                     | "Throwback Love" | M. Trainor Kadish                                                                               | Reed Kadish    | 3:14    |  |
| Duração total:                          | Duração total:   | Duração total:                                                                                  | Duração total: | 56:21   |  |

| Faixas bônus da edição japonesa |                       |                             |                       |         |  |
| N.º                             | Título                | Compositor(es)              | Produtor(es)          | Duração |  |
| 18.                             | "No" (versão karaoke) | M. Trainor Frederic Hindlin | Reed                  |         |  |
| 19.                             | "Good to Be Alive"    | M. Trainor Ryan Trainor     | M. Trainor J. Trainor | 3:47    |  |
| Duração total:                  | Duração total:        | Duração total:              | Duração total:        | 63:41   |  |

Notas
- [a] - denota produtores adicionais
- [b] - contém sample de "Woman Up" interpretada por Ashley Roberts (escrita por James G. Morales, Matthew Morales, Julio David Rodriguez, Nash Overstreet, Erika Nuri e Shane Stevens)
- [c] - contém uma porção da composição "African Suspense" interpretada por The Young Divines (escrita por Robert Riley, Charles White e Billy Ball)

## Posições
| Tabela musical (2016)                                  | Melhor posição |
| ------------------------------------------------------ | -------------- |
| Alemanha (Media Control Charts)                        | 25             |
| Austrália (ARIA Charts)                                | 3              |
| Áustria (Ö3 Austria Top 40)                            | 20             |
| Bélgica (Ultratop 50 de Flandres)                      | 37             |
| Bélgica (Ultratop 40 da Valônia)                       | 65             |
| Canadá (Canadian Albums Chart)>                        | 4              |
| Dinamarca (Hitlisten)                                  | 32             |
| Finlândia (IFPI Finlândia)                             | 32             |
| França (Syndicat National de l'Édition Phonographique) | 96             |
| Países Baixos (MegaCharts)                             | 20             |
| Irlanda (Irish Recorded Music Association)             | 15             |
| Itália (Federazione Industria Musicale Italiana)       | 80             |
| Japão (Oricon)                                         | 39             |
| Noruega (VG-lista)                                     | 20             |
| Nova Zelândia (NZ Top 40 Albums)                       | 5              |
| Suécia (Sverigetopplistan)                             | 22             |
| Suíça (Schweizer Hitparade)                            | 16             |
| Reino Unido (UK Albums Chart)>                         | 5              |
| Estados Unidos (Billboard 200)                         | 3              |

## Histórico de lançamento
| Região      | Data               | Formato             | Gravadora    |
| ----------- | ------------------ | ------------------- | ------------ |
| Apple Music | 6 de maio de 2016  | Streaming           | Epic Records |
| Mundo       | 13 de maio de 2016 | CD download digital | Epic Records |